# Debunker

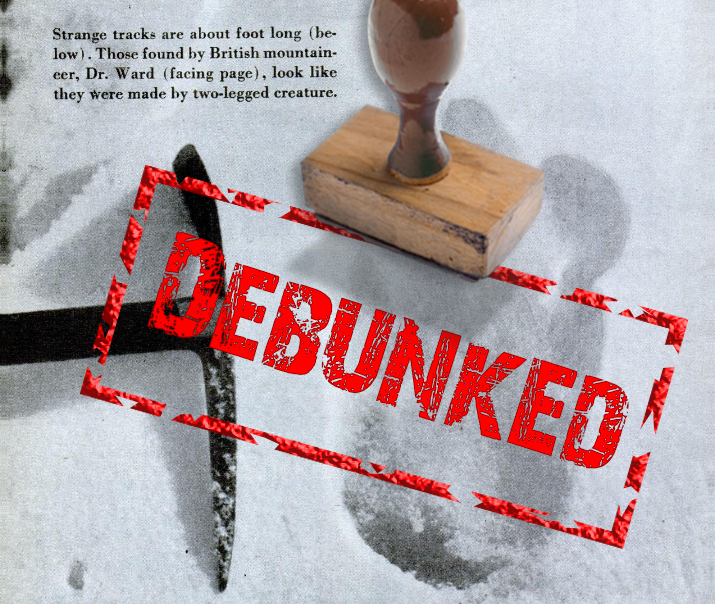
Immagine descrivente il debunking di una presunta impronta di uno Yeti.

Un debunker (termine inglese), in italiano sfatatore, sbufalatore, demistificatore o disingannatore, è una persona che mette in dubbio o smaschera ciarlatanerie, bufale, affermazioni o notizie false, esagerate, antiscientifiche, dubbie o tendenziose.

## Etimologia
Il termine è costituito da un prefisso de-, che significa "rimuovere", e la parola bunk che vuol dire "fandonia". Fu Felix Walker, rappresentante del Distretto in Carolina del Nord durante il 16º Congresso degli Stati Uniti d'America (1819-1821), a pronunciare un discorso volto a convincere la sua circoscrizione che stava facendo la differenza a Washington, sostenendo di non parlare al Congresso ma “a Buncombe” (Contea che era compresa nel Distretto del Nord Carolina). Questo termine modificato in bunkum e dopo abbreviato in bunk , è diventato sinonimo di claptrap (imbonimento).
Sarà solo nel 1923 con il romanziere statunitense William E.Woodward, che il termine sopradescritto acquisirà un’accezione moderna con la nascita del neologismo debunk tratto da un suo romanzo bestseller intitolato Bunk. Il debunking si diffonde quindi con la seguente denotazione take the bunks out of things ("togliere le fandonie dalle cose").

## Caratteristiche
La pratica di mettere in dubbio o smentire - basandosi su metodologie scientifiche - affermazioni false, esagerate, antiscientifiche è l'attività di un debunker.
La tradizionale area tematica di intervento del debunker concerneva inizialmente fenomeni ufologici, teorie del complotto, affermazioni sul paranormale, religione, eventi miracolistici o presunti tali, ricerche compiute al di fuori del metodo scientifico.
Data la crescente diffusione del fenomeno Fake news (disinformazione, complottismo, misinformazione, bufale) o nella terminologia adoperata da Claire Wardle "ecosistema della disinformazione", la figura odierna del debunker si occupa principalmente di verificare l'attendibilità delle fonti mettendone in dubbio la veridicità del contenuto. Tale attività si focalizza sul processo comunicativo: ne ripercorre le varie fasi, partendo dal prodotto finito (notizia), analizzandone il contenuto, il contesto, le fonti, per individuare dunque le motivazioni all'origine della notizia ed eventualmente smascherarle. Di conseguenza, il lavoro del debunker consiste non tanto nel discriminare il vero dal falso, quanto piuttosto il vero dal verosimile. Egli utilizza determinati strumenti che la tecnologia offre e che si rivelano efficaci per stabilire la veridicità o meno di una notizia.

### Strumenti
Attualmente numerose testate giornalistiche hanno istituito una sezione che si occupa di sbufalamento, soprattutto per quanto riguarda situazioni di emergenza e catastrofi nucleari: a tal proposito il progetto internazionale Verification Handbook ha stilato un vademecum nel 2014, destinato ai giornalisti il cui obbiettivo era quello di imparare a distinguere una notizia potenzialmente falsa da una vera perfezionando l'arte del debunking. Nella guida specifici strumenti vengono indicati come utili ai fini dell'attività:
- Google Image Search, su images.google.com. o tineye.com per la verifica e la ricerca delle immagini;
- Findexif o Flickr per risalire ai dati dello scatto ed al tipo di fotocamera usata (metadati Exif);
- Google Traduttore per verificare contenuti in lingua straniera;
- Uso di siti video-sharing quali YouTube o Vimeo.

### Critiche
Le critiche dei debunker a volte possono offendere coloro che credono in determinate teorie considerate pseudoscientifiche.
Come dimostra lo studio "Debunking in a world of tribes", condotto sulla rivista scientifica PLOS ONE, che analizza l'andamento delle discussioni su Facebook tra debunker e complottisti, se l’operazione di debunking viene effettuata con toni aggressivi, il rischio è che possa essere poco efficace e controproducente. Ciò avviene perché si finisce per rafforzare il sistema di credenze di chi crede fortemente in teorie di complotto, allontanandolo dalla verità scientifica.
Nel caso in cui lo sbufalatore non presti attenzione, la comunicazione potrebbe causare un effetto boomerang, ad esempio accrescendo la credenza dell'audience dei miti. Questi effetti possono presentarsi se un messaggio trascorre troppo tempo su un caso negativo, se è troppo complesso o minaccioso. 
Una strategia costante di debunking può portare all'editorializzazione dei contenuti, delegando ad un solo ente l'attività di verifica degli stessi. Questo può portare a non utilizzare il pensiero in modo critico.
Alcuni studiosi, come Marcello Truzzi, sostengono che alcuni scettici vanno troppo oltre, facendo anche asserzioni negative. Secondo Truzzi, che definisce tale atteggiamento "pseudoscettico", i veri scettici sono neutrali o agnostici, spesso critici verso affermazioni straordinarie e mai portati a fare critiche negative a priori. Piuttosto lo scettico, di fronte a tali affermazioni, deve richiedere prove fuori dal comune. Questo assunto è spesso reso con la frase: "affermazioni straordinarie (fuori dal comune) richiedono prove straordinarie".

## Esempi didebunking

### Il caso Pizza-Gate
Le elezioni presidenziali americane dell’autunno 2016 offrono un esempio di debunking in merito al caso Pizza-Gate: con tale espressione si indica il caso che vide accusati esponenti del partito democratico (e dunque la stessa Hilary Clinton): le mail-capo d’accusa, poi diffuse da Wikileaks, avrebbero “portato alla luce” una raccolta fondi destinata al traffico di bambini, legata ad un cospicuo numero di ristoranti statunitensi, utilizzati come copertura (da cui il nome stesso del caso).
Molteplici organizzazioni parteciparono al processo di debunking: in primis il distretto di polizia di New York, ma anche testate come il New York Times, il Los Angeles Times ed il The Washington Post.
Proprio il New York Times pubblicò nel dicembre del 2016 un articolo su time.com, analizzando minuziosamente i punti-chiave del caso.

### Il caso Bin Laden
Successivamente alla morte di Osama bin Laden le tv pachistane mostrarono l'immagine del cadavere dilaniato del leader di Al-Qaida. Questa venne ripresa da più mezzi d'informazione, tra cui internet e i vari forum che smentirono l'autenticità della foto, nonostante fosse stata utilizzata in più siti web.
Ancora oggi l'episodio è visto da molti come tentativo di occultare il fallimento dell'uccisione di Bin Laden.

### Il caso Blue Whale
Il maggio del 2016 vede scoppiare in Russia un fenomeno, conosciuto poi internazionalmente come Blue Whale ("Balena blu"). Con tale espressione si delineerebbe quel complesso di attività o, meglio, sfide che presumibilmente avrebbe portato molteplici adolescenti al suicidio, tramite il superamento di diverse prove. Il fenomeno ha progressivamente riscosso curiosità, grazie anche all’imponente copertura da parte dei media internazionali che paventavano il possibile dilagare di tale pratica al di fuori dalla Russia.

## Personalità di rilievo
- Martin Gardner è stato un matematico e divulgatore scientifico che si è occupato di debunking nell’ambito della parapsicologia nei suoi articoli di giornali e libri.
- Penn & Teller sono un gruppo di intrattenimento che spesso smaschera trucchi magici e illusioni[16]. Hanno inoltre fatto opere di sbufalamento di molti altri aspetti delle credenze popolari nel loro show Penn&Teller: Bullshit!.
- Basava Premanand è stato uno scettico e razionalista indiano, presidente dell’Indian Skeptic, l’associazione indiana per lo studio di fenomeni paranormali.[17]
- James Randi è stato un razionalista, scettico, nonché un oppositore delle pseudoscienze. È una figura di spicco del CSI, l’associazione americana analoga al CICAP.[18]
- Carl Sagan è stato un famoso astronomo che si è occupato di debunking. Lo si ricorda inoltre come grande divulgatore scientifico, come scrittore di fantascienza e come epistemologo in qualità di uno dei maggiori esponenti dello scetticismo scientifico[18].
- Massimo Polidoro, divulgatore scientifico, giornalista e scrittore italiano, è autore di vari libri; in particolare "Rivelazioni"[19], che funge da guida tecnica per lo smascheramento delle fake news.
- Paolo Attivissimo è un giornalista e consulente informatico, traduttore tecnico, divulgatore scientifico, cacciatore di bufale e studioso della disinformazione nei media[20].
- Piero Angela è stato un giornalista, scrittore e divulgatore scientifico. È stato, inoltre, il primo in Italia ad aver affrontato l’argomento del “paranormale” da un punto di vista critico. Era presidente onorario del CICAP[21], oltre ad essere stato uno dei fondatori.